# USS LST-983
O USS LST-983 foi um navio de guerra norte-americano da classe LST que operou durante a Segunda Guerra Mundial.